# 龍仁首爾高速公路
龍仁首爾高速公路（：／ Yongin Seoul gosokdoro */?）（與烏山華城高速公路共用編號），是連接韓國京畿道龍仁市和首都首爾特別市瑞草區的一條高速公路，長22.9公里。
2005年10月31日開工，2009年7月1日通車。